# Caso Tate-LaBianca

De cima para baixo, da esquerda para a direita: Sharon Tate, Abigail Folger, Wojciech Frykowski, Jay Sebring e Steven Parent.

Caso Tate-LaBianca foi o nome pelo qual ficou conhecido na mídia e no sistema jurídico dos Estados Unidos, os assassinatos da atriz Sharon Tate e quatro de seus amigos dentro de sua casa em Los Angeles e do casal Leno e Rosemary LaBianca, em outra região da cidade no dia posterior, cometidos pelo mesmo grupo de assassinos, a Família Manson.
Liderados por Charles Manson, um ex-presidiário aspirante a músico, que havia criado uma comunidade hippie de jovens seguidores, o grupo assassinou sete pessoas durante as noites de 9 e 10 de agosto de 1969 com requintes de crueldade, num dos mais bárbaros crimes da história dos Estados Unidos. Meses de investigação foram necessários para chegar aos culpados, finalmente presos e condenados à morte um ano e meio depois. Os crimes foram cometidos por Charles "Tex" Watson, Patricia Krenwinkel, Susan Atkins e Leslie Van Houten, que tiveram suas penas comutadas para prisão perpétua pela mudança nas leis penais da Califórnia enquanto esperavam a execução. Tendo sido negados os pedidos de liberdade condicional, todos permanecem presos, à exceção de Susan Atkins e Charles Manson, que morreram durante o cumprimento da pena.

## Os crimes

### Cielo Drive
A história dos assassinatos de Sharon Tate e seus hóspedes na madrugada de 9 de agosto de 1969 começa na primavera de 1968, quando Charles Manson, um ex-presidiário aspirante a músico e cantor vivendo como hippie e líder de uma seita de jovens que viviam de pequenos golpes e ajuda de estranhos pelo estado da Califórnia e pelas ruas de Los Angeles, fez amizade com o cantor Dennis Wilson, dos Beach Boys. Ele e alguns membros de sua 'Família', como se chamavam, passam a viver numa das casas de Wilson, na Sunset Boulevard, que apresenta Manson a Terry Melcher, produtor de discos de sucesso e filho da atriz Doris Day.
Por algum tempo Melcher ficou interessado em conhecer as músicas de Manson, assim como à "Família', de quem teve a ideia de fazer um documentário sobre a comuna hippie em que viviam. Ele chegou a ouvir as músicas de Manson numa apresentação particular na mansão alugada em que morava no momento, em 10050 Cielo Drive, Bel Air, com a namorada, a atriz Candice Bergen, mas declinou de assinar um contrato com o hippie. A ideia do documentário acabou rejeitada depois que Melcher presenciou uma briga entre Manson e um dublê bêbado em Spahn Ranch, o local onde a 'Família' agora vivia, de maneira quase indigente, nos subúrbios de Los Angeles. O fato provocou um afastamento de Melcher e Wilson de Manson, que ficou raivoso e amargurado.
Pouco tempo depois, Melcher e Bergen mudaram-se de Cielo Drive e o dono do imóvel, Rudi Altobelli, alugou a mansão para o casal Roman Polanski e Sharon Tate, que passou a morar ali em 15 de fevereiro de 1969. Manson visitou a casa em março à procura de Melcher mas foi mandado embora por um amigo de Tate, o fotógrafo Shahrokh Hatami, que lhe disse que o produtor havia se mudado. Manson voltou novamente à casa na mesma tarde e se dirigiu à casa de hóspedes, onde o proprietário, Altobelli, estava saindo do banho. Os dois conversaram e Rudi informou a Mason que Melcher havia se mudado para Malibu e que ele mesmo estava saindo do país no dia seguinte, em viagem para Roma. Perguntado como foi parar ali, Manson  respondeu que havia sido mandando até a casa auxiliar pelas pessoas da casa principal e Altobelli pediu que ele não incomodasse mais os inquilinos.:163–4, 313 Quando Rudi e Sharon Tate viajaram para a Itália no dia seguinte, a atriz lhe perguntou quem era aquele sujeito de aparência assustadora que havia aparecido na casa no dia anterior.:228–233

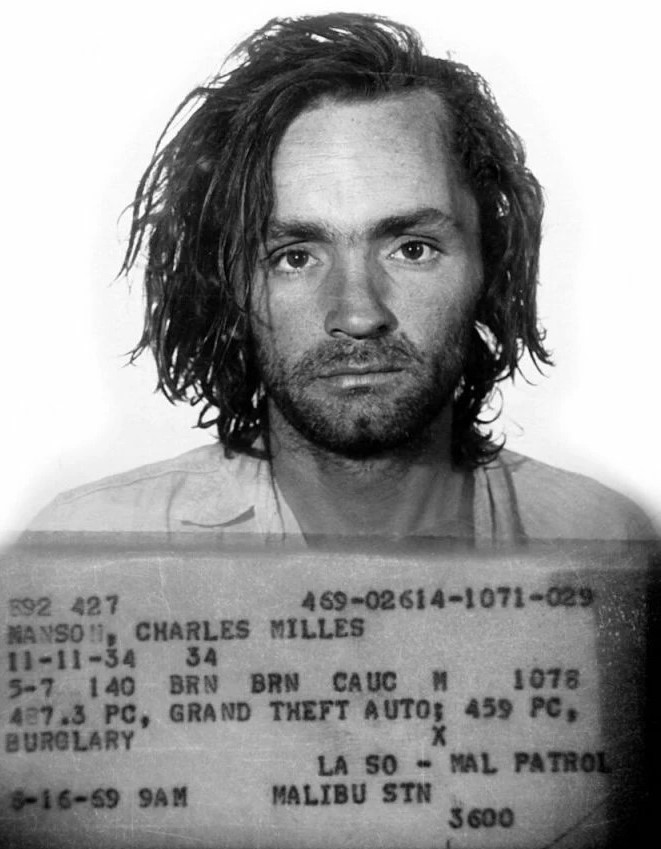
Charles Manson, em foto da polícia da Califórnia, 1969.

A fúria de Manson transbordou em 8 de agosto, quando, reunido com seus seguidores em Spahn Ranch, ele decretou que era a hora de Helter Skelter,:258–269 nome de uma música do Álbum Branco dos Beatles, e uma denominação que ele dava a uma série de acontecimentos catastróficos que acreditava que aconteceriam e provocariam uma guerra racial nos Estados Unidos, da qual ele emergiria como um líder natural.:311-2
Na noite de 8 para 9 de agosto, uma noite quente e abafada do verão californiano, Manson enviou seus pupilos Tex Watson (23), Susan Atkins (21), Linda Kasabian (20) e Patricia Krenwinkel (21) para "aquela casa onde Melcher costumava viver" e "destruir totalmente quem estiver lá, da maneira mais cruel que puderem", e orientou as mulheres a seguirem as instruções de Tex. Krenwinkel era uma das mais antigas integrantes da 'Família' e uma das que haviam pego carona tempos atrás com Brian Wilson, o que levou o músico a conhecer Manson e todo seu grupo. Os atuais ocupantes da casa naquela noite, eram a atriz Sharon Tate, grávida de oito meses  (seu marido, o diretor de cinema Roman Polanski encontrava-se na Europa ) o cabeleireiro de celebridades, amigo e ex-namorado dela Jay Sebring, a milionária socialite Abigail Folger e seu namorado, o polonês Wojciech Frykowski.
Quando o grupo chegou à porta da mansão de Cielo Drive passava de meia noite. Watson, que já havia estado na casa uma vez com Manson, subiu num poste telefônico próximo ao portão e cortou as linhas da residência. Estacionando o seu carro no início da subida que dava na residência, o grupo o deixou ali e retornou à casa. Imaginando que o portão fosse eletrificado ou tivesse um alarme,:176–184 eles escalaram um pequeno barranco coberto de mato do lado direito e desceram no gramado da mansão. Naquele momento, luzes do farol de um carro vieram do caminho que saía da propriedade e 'Tex' mandou que as meninas se escondessem nos arbustos. Ele então saiu do esconderijo e ordenou ao motorista, o estudante Steven Parent, de 18 anos, amigo do caseiro, que parasse. Quando Watson colocou o revólver calibre 22 na cabeça de Parent, o amedrontado adolescente começou a tremer e pediu ao assassino que não o machucasse, que ele não diria nada. A resposta de Watson foi uma facada na mão do jovem, cortando tendões e arrancando o relógio do pulso, e atirou nele quatro vezes, atingindo o peito e o abdomen.:22–25
Após cruzarem o gramado e mandar Kasabian procurar por uma janela aberta, Watson cortou a tela de uma delas e ordenou a ela que ficasse vigiando o portão.:258–269 Ele então removeu a tela, entrou na casa pela janela e abriu a porta da frente para Atkins e Krenwinkel.:176–184 Quando Watson sussurrou por Atkins, Frykowski, que dormia no sofá da sala de estar acordou e levou um chute na cara de Watson. Quando o polonês lhe perguntou quem era e o que queria ali, Watson respondeu: "Eu sou o diabo e vim aqui fazer coisas do demônio".:176–184 Atkins explorou a casa, descobriu os outros três ocupantes e, com a ajuda de Krenwinkel, levou todos para a sala. Watson começou a amarrar Tate e Sebring pelo pescoço com uma corda que trouxeram a atirou-a por sobre uma viga da sala. Sebring protestou contra o tratamento a Tate, dizendo que ela estava grávida, e levou um tiro e sete facadas do psicopata.

"PORCO". A inscrição de Susan Atkins, com o sangue de Sharon Tate, na porta da mansão de 10050 Cielo Drive.

As mãos de Frykowski tinham sido amarradas com uma toalha. Libertando-se, ele começou a lutar com Susan Atkins, que o esfaqueou nas pernas com a faca que carregava. Quando ele tentou fugir pela porta em direção à varanda, Watson juntou-se a Atkins e bateu-lhe na cabeça com a arma várias vezes - quebrando a alça do gatilho do revólver na ação - antes de esfaqueá-lo repetidamente e finalmente matá-lo com dois tiros. O polonês levou um total de 51 facadas.:28–38, 258–269 Kasabian, que vigiava do lado de fora, perturbada pelos "horríveis sons" que ouvia, correu até a porta da frente e, numa tentativa de parar o massacre, disse a Atkins, falsamente, que estava vindo gente, mas isso não parou os assassinos.:258–269
Em outra parte da casa, Abigail Folger tentava escapar de Patricia Krenwinkel e fugiu do quarto de dormir em direção à piscina. Ela foi perseguida pela assassina que a derrubou e a esfaqueou. Watson juntou-se a ela e os dois esfaquearam a mulher 28 vezes. Na sala da mansão, Sharon Tate implorava para ser deixada viva para ter seu bebê e ofereceu-se como refém ao grupo em troca da vida da criança. Atkins e Watson não lhe deram ouvidos e a esfaquearam 16 vezes, várias das facadas na barriga. Anos depois, na prisão, 'Tex' Watson escreveu que Tate gritava "Mãe..mãe...!", à medida que ia sendo assassinada.
Mais cedo, quando o grupo ainda estava no Spahn Ranch, Charles Manson havia dito às mulheres que deixassem um sinal de sua passagem pela casa após os crimes, algo ligado "à bruxaria". Usando a toalha com que tinha amarrado as mãos de Frykowski, Susan Atkins escreveu com o sangue de Tate a palavra "PIG" (porco) na porta da frente da casa. Depois dos assassinatos e voltando para o rancho, o grupo trocou as roupas ensanguentadas e as jogou fora junto com as armas nas colinas pelo caminho.:84–90, 176–184

### O casal LaBianca
No início da madrugada seguinte, 10 de agosto, seis membros da 'família', os quatro da noite anterior mais a jovem Leslie Van Houten, de 19 anos e Steve Grogan, liderados por Manson, rodaram a esmo pelos subúrbios de Los Angeles. Exasperado pelo relatado pânico das vítimas de Cielo Drive, ele resolveu liderar o grupo em mais uma incursão letal do "Helter Skelter" para "mostrá-los como se devia fazer". Depois de rodarem por horas, em que consideraram alguns crimes, o grupo chegou a 3 301 Waverly Drive, no subúrbio de Los Feliz. O endereço, pertencente ao dono de supermercado Leno LaBianca e sua mulher Rosemary, sócia de uma boutique, era vizinho a uma casa onde Manson e sua trupe tinham ido a uma festa no ano anterior.:176–184, 204–210

O casal Leno e Rosemary LaBianca.

Manson desapareceu pela entrada e voltou logo depois chamando Watson. Os dois entraram na casa, que tinha as portas destrancadas, e com uma arma renderam o homem que dormia na sala. Watson o amarrou com uma tira de couro. A mulher que ali se encontrava foi levada rapidamente da sala para o quarto e Watson seguiu as orientações de Manson de cobrir a cabeça dos dois com travesseiros. Manson então saiu da casa e mandou Krenwinkel e Van Houten entrarem, com ordens para matar o casal. Mandando as duas mulheres para o quarto onde estava Rosemary, Tex Watson, portando nesta noite uma baioneta, começou a esfaquear Leno LaBianca, dando a primeira facada direto na garganta do homem.
Sons de uma briga no quarto levaram Watson até ele, que viu Rosemary tentando manter as duas meninas afastadas dela, balançando uma lâmpada que tinha sido amarrada em seu pescoço. Após subjugá-la com uma série da facadas, ele voltou para a sala e continuou a esfaquear Leno com a baioneta, que levou um total de 12 facadas. Depois de matá-lo, ele escreveu "War" (guerra) no peito nu do homem com a baioneta. Voltando ao quarto, ele viu Krenwinkel esfaqueando Rosemary com uma faca apanhada na cozinha da casa. Seguindo as instruções de Manson de fazer com que cada mulher fizesse uma parte, Watson disse a Van Houten para esfaquear Rosemary também, o que ela fez, terminado de esfaquear a mulher por 16 vezes nas costas e nas nádegas.:204–210, 297–300, 341–344 Em seu julgamento, Van Houten clamaria que Rosemary LaBianca já estava morta quando a esfaqueou. A perícia confirmou que muitas das 41 facadas levadas pela mulher foram dadas post mortem.:44, 206, 297, 341–42, 380, 404, 406–07, 433
Enquanto Watson limpava a baioneta e tomava banho para limpar o sangue, Patricia Krenwinkel escrevia, com o sangue de Leno, "Rise" (Nascer), "Death to Pigs" (Morte aos porcos) nas paredes da sala e "Healter (sic) Skelter" na porta da geladeira da cozinha do casal. Com um garfo com cabo de marfim, ela continuou a esfaquear o homem por 14 vezes e deixou uma faca de churrasco enfiada em sua garganta.
Depois do duplo assassinato, os três voltaram ao carro onde os outros estavam e Manson liderou o grupo para o que esperava ser um crime duplo naquela noite, levando todos a um endereço em Venice, onde morava um ator conhecido deles e que Manson considerava outro "porco". O ator era o libanês Saladin Nader, que algum tempo atrás tinha dado carona a Linda Kasabian e Sandra Good, levado as duas para seu apartamento e feito sexo com Linda. Deixando o grupo no endereço para que pegassem carona após o próximo assassinato, ele voltou com o carro para o rancho. Kasabian, que esteve de vigia no crime de Cielo Drive e tentou parar a carnificina, também estava neste grupo, junto com Atkins. Ela deliberadamente impediu mais esse assassinato, batendo na porta de um apartamento errado e acordando um estranho. Com o grupo abandonando o plano e batendo em retirada, Susan Atkins defecou nas escadas do edifício.:270–273

## Investigação
O assassinato de Sharon Tate e seus amigos em Cielo Drive tornou-se manchete mundial na manhã de 9 de agosto, quando a governanta da casa, Winifred Chapman, chegou para trabalhar, encontrou os corpos e chamou a polícia.:5–6, 11–15 Na manhã do dia 10, detetives do Departamento do Xerife do Condado de Los Angeles, que tinham jurisdição sobre o caso Hinman, um assassinato acontecido dias antes e que incriminaria membros da seita de Manson, informaram ao Departamento de Polícia de Los Angeles - LAPD - que o mesmo cenário de pichações em sangue na parede do local do crime haviam ocorrido lá. Convencidos de que os assassinatos Tate teriam sido motivados por transações com drogas, os homens do LAPD ignoraram a informação de similaridade apresentada levantada pelos investigadores do condado. A autópsia dos corpos de Cielo Drive ainda estavam acontecendo e os corpos dos LaBianca ainda não tinham sido descobertos.:28–38
William Garretson, o jovem caseiro contratado por Rudi Altobelli para cuidar da casa em sua ausência e ajudar os Tate, foi o primeiro suspeito. Seu amigo, Steven Parent, que deixava a casa após um encontro com ele na casa de hóspedes no fundo da propriedade, foi o primeiro a ser assassinado a tiros pelo bando. Interrogado, ele disse à polícia que não tinha visto nem ouvido nada que ocorreu na casa durante a madrugada. Foi solto em 11 de agosto, após passar por um teste de polígrafo que confirmou suas declarações e que não tinha envolvimento com os crimes.:28–38, 42–48 Décadas depois, ele confessou em entrevista que tinha escutado alguns momentos dos assassinatos, mas se escondeu de pavor e calou-se sobre o que tinha visto por medo de represália, o que confirmou a avaliação policial de seu teste no "detector de mentiras", de que ele estava 'limpo' da suspeita de assassinato mas 'sujo' da negativa de ter visto ou ouvido alguma coisa.
A cena do crime na casa dos LaBianca foi descoberta às 10h30 da noite de 10 de agosto, aproximadamente 19 horas após os crimes serem cometidos. O filho do primeiro casamento de Rosemary,  Frank Struthers, de 15 anos, voltou de um acampamento e ficou surpreso em ver todas as persianas das janelas abaixadas e a lancha de corrida do padrasto, Leno, ainda engatada no reboque do carro da família, estacionado na entrada da garagem. Ele chamou a irmã mais velha e o namorado, que entraram na casa com Frank e descobriram o corpo de Leno. O corpo de Rosemary foi descoberto pela polícia, chamada em seguida.:38

A arma calibre .22 de Watson, com a alça do gatilho quebrada pelas pancadas em Frykowski.
(Departamento de Polícia de Los Angeles)

No dia 12, a polícia fez uma declaração à imprensa descartando qualquer ligação entre os assassinatos de Tate e do casal LaBianca.:42–48 Quatro dias depois, numa coincidência, a polícia do condado deu uma busca em Spahn Ranch e prendeu Charles Manson e 25 de seus seguidores por um ação em nada relacionada com os crimes, a suspeita de formação de uma quadrilha de ladrões de automóveis, que roubavam "fuscas" para transformar em buggies de areia. Armas foram encontradas, mas como o mandado de busca estava vencido, todos foram soltos alguns dias depois.:56
Os detetives da equipe que investigava a morte dos LaBianca eram mais novos que os investigadores das mortes de Cielo Drive. No fim de agosto, quando nenhuma pista dos assassinatos ainda tinha sido descoberta, um deles notou a possível conexão entre os escritos nas paredes dos LaBianca e o o último álbum dos Beatles na época.:65 Roman Polanski, o viúvo de Sharon, com o apoio de seus amigos Warren Beatty, Yul Brynner e Peter Sellers, colocou anúncios em jornais da cidade de Los Angeles oferecendo US$ 25 000 por informações que levassem aos assassinos.
Teorias de todos os tipos apareciam na imprensa sobre o caso: tinha sido um acerto de contas da máfia, uma obra do serviço secreto polonês contra Polanski, uma retaliação de traficantes por drogas não pagas, etc. O pai de Tate, coronel Paul Tate, um ex-oficial da inteligência do Exército, começou sua própria investigação particular. Deixando crescer o cabelo e a barba, infiltrou-se em comunidades hippies e mercados de droga, tentando conseguir algum fragmento de informação que levasse aos assassinos de sua filha e seu neto.
No meio de outubro, ainda trabalhando separadamente da equipe que investigava os crimes Tate, os investigadores do caso LaBianca começaram a procurar pela similaridade do caso com outros crimes e descobriram o caso Hinman, onde também mensagens em sangue haviam sido deixadas nas paredes. O assassino do músico Gary Hinman era um dos membros da ainda desconhecida Família Manson, Bobby Beausoleil, que já havia sido preso e os policiais conversaram com Kitty Lutesinger, sua namorada, presa alguns dias antes em mais uma ação contra membros da 'Família' por suspeita de roubo. As prisões foram feitas em ranchos no Vale da Morte, para onde eles tinham se mudado, fugindo da polícia. Desta vez foram encontrados vários buggies e outros veículos desmontados e uma dúzia deles for presa, incluindo Kitty e Charles Manson.:75–77 Até ali, Manson e seus seguidores estavam sendo perseguidos por acusações de roubo de automóveis. Mesmo depois de interrogar mais de 300 pessoas em todos os Estados Unidos e no exterior, a polícia ainda não tinha qualquer pista dos assassinatos Tate-LaBianca.
Em novembro, porém, os detetives do caso LaBianca interrogaram uma gangue de motociclistas, indicados por Lutesinger como possíveis guarda-costas que Manson pretendia contratar e, enquanto os motociclistas prestavam depoimentos que sugeriam alguma ligação de Manson com os crimes,:84–90, 99–113 Susan Atkins, presa durante a busca policial no deserto e já acusada por participação na morte de Hinman por depoimento da namorada de Beausoleil, abria a boca na cadeia. Atkins, recolhida temporariamente no centro de detenção Sybil Brand Institute, contou a duas colegas de cela, Ronnie Howard e Virginia Graham, seu papel nos crimes Tate e LaBianca para se vangloriar deles, que continuavam a estampar as manchetes de jornais, revistas e noticiário de televisão sem ter uma solução. As duas detentas avisaram à direção do presídio que avisou a polícia. A ligação entre os crimes estava feita.:91–96

## Prisões
Com os depoimentos de Atkins e Manson já sob custódia por roubo de automóveis, a justiça de Los Angeles expediu mandados de prisão contra Linda Kasabian, Patricia Krenwinkel e Tex Watson no caso Tate e também desconfiou da participação dos suspeitos no caso LaBianca. Leslie Van Houten, também presa por furto de automóveis, inicialmente passou despercebida.:125–127, 155–161, 176–184 A pedido da polícia de Los Angeles, Watson e Krenwinkel foram presos em McKinney, Texas e Mobile, Alabama, para onde tinham fugido. Em 2 de dezembro, avisada de que havia um mandado de prisão por ela, Linda Kasabian entregou-se voluntariamente à polícia em Concord, New Hampshire, onde estava morando com a mãe.:155–161
O revólver calibre 22 Hi-Standard "Buntline Special" foi encontrado perto da casa dos Tate por um menino de dez anos, Steven Weiss.:66 Impressões digitais de Watson e Krenwinkel foram coletadas e comparadas com as deixadas na arma, que também passou por testes de balística conectando-a com os crimes. Equipes da rede de televisão ABC, também investigando o caso, encontraram as roupas ensanguentadas deixadas no caminho entre Cielo Drive e  Spahn Ranch pelos assassinos e amostras de sangue foram comparadas.:197–198  Impressões digitais de Krenwinkel foram descobertas no garfo pregado no pescoço de Leno LaBianca. Uma faca foi encontrada atrás de uma almofada numa cadeira da sala de estar de Cielo Drive, sendo aparentemente a que pertencia a Susan Atkins, que a tinha perdido durante a refrega.:17, 180, 262
Na metade de dezembro de 1969, Charles Manson, Susan Atkins, Linda Kasabian, Charles 'Tex' Watson, Leslie Van Houten e Patricia Krenwinkel foram denunciados ao Grande Júri pelo assassinato de Sharon Tate, Abigail Folger, Wojciech Frykowski, Jay Sebring, Steven Parent, Leno LaBianca e Rosemary LaBianca. Os crimes múltiplos passavam a ser conhecidos como Caso Tate-LaBianca.

## Julgamento

### Acusação
O julgamento começou em 15 de junho de 1970.:297–300 Linda Kasabian, que não tendo participado de nenhum dos assassinatos recebeu a possibilidade de imunidade em troca de testemunho, tornou-se a principal testemunha de acusação do caso como testemunha ocular dos detalhes das noites dos assassinatos.:214–219, 250–253, 330–332 Em princípio, a promotoria tinha proposto um acordo a Atkins pelo uso de seu primeiro testemunho ao Grande Júri garantindo a veracidade das acusações, em troca de não ser condenada à pena de morte, mas como ela acabou negando seu primeiro testemunho, o acordo foi desfeito e ela indiciada por sete acusações de assassinato e uma de conspiração, como Manson, Krenwinkel e Tex Watson.:169, 173–184, 188, 292 Como Van Houten havia participado apenas do assassinato dos LaBianca, sobre ela pesaram duas acusações de assassinato e uma de conspiração.
O juiz inicial designado para o caso, William Keene, garantiu relutantemente a Manson o direito de atuar como seu próprio advogado de defesa. O comportamento de Mason, entretanto, violando uma ordem de restrição de comentários públicos e a apresentação de moções legais estranhas e sem sentido pré-julgamento, fez com que a permissão de atuar em causa própria fosse revogada antes que o julgamento começasse. Manson moveu um atestado de preconceito contra Keene que foi substituído pelo juiz Charles Older.:290 Na sexta-feira, 24 de julho de 1970, primeiro dia de testemunhos, Manson apareceu na corte com um X tatuado na testa e deu uma declaração de que "tinha sido considerado inadequado para falar ou defender a si próprio" e por isso tinha se marcado com "X", representando o establishment contra ele.:310 No fim de semana seguinte, as mulheres também se marcaram com um "X" na testa, assim como vários membros da 'Família' que acompanhavam o julgamento.:316 O X na testa de Manson posteriormente se transformaria numa suástica.

Susan Atkins, Patricia Krenwinkel e Leslie Van Houten durante o julgamento, 1970. Na testa, o mesmo "X" usado por Charles Manson.

A acusação estabeleceu a bizarra teoria apocalíptica Helter Skelter criada por Manson como o principal motivo para os crimes. As referências ao Álbum Branco dos Beatles nas cenas dos assassinatos —Pig, Rise, Helter Skelter— tinham relação com as perorações e previsões dele de que os crimes que os negros cometeriam no início de Helter Skelter envolveriam mensagens de "Porcos" escritas nas paredes das vítimas brancas.:244–247, 450–457 A afirmação de Manson "Agora é a hora de Helter Skelter" foi corroborada em juízo por Kasabian, que contou que na noite da morte do casal LaBianca, Manson pensou em jogar a carteira de Rosemary na rua de algum bairro negro.:258–269 Ele queria que algum morador achasse a carteira e usasse os cartões de crédito, para que o establishment pensasse que algum grupo organizado negro tivesse cometido os assassinatos. Seguindo instruções do líder, Kasabian havia escondido a carteira no banheiro feminino de um posto de gasolina perto de uma área negra da cidade.:176–184
Durante o julgamento, muitos dos membros da Família Manson ficavam em grupo ocupando corredores e entradas do tribunal. Para mantê-los fora da sala de julgamento, a promotoria intimou a todos como testemunhas em potencial o que os impedia de entrar na sala enquanto outras pessoas estivessem testemunhando.:309 Todos usavam um X na testa, iguais ao de Manson.:339 Alguns membros da 'Família' tentavam dissuadir testemunhas de acusação de testemunharem. Dois deles, Paul Watkins - 19 anos, o principal recrutador de meninas para a seita de Manson - e Juan Flynn, foram ameaçados. Watkins foi severamente queimado por um incêndio suspeito em sua van.:280 Barbara Hoyt, uma ex-membro do bando que tinha ouvido Susan Atkins descrevendo os crimes para outra companheira, Ruth Ann Moorehouse, concordou em acompanhar essa última ao Havaí. Lá, Moorehouse lhe fez comer um hamburguer encharcado com doses cavalares de LSD. Encontrada semi-inconsciente e drogada numa calçada de Honolulu, ela foi levada a um hospital para desintoxicação de emergência. Uma testemunha relutante antes da tentativa de ser silenciada, Hoyt tornou-se uma das testemunhas mais ativas depois do episódio do Havaí.:348–350, 361 O produtor Terry Melcher, o alvo original da fúria de Manson por não ter concordado em gravar um disco dele, foi uma das mais amedrontadas das testemunhas de acusação. Os massacres lhe haviam provocado tanto pavor, que ele passou a andar com guarda-costas e precisou se submeter a tratamento psiquiátrico.
Em 4 de agosto, apesar de todos os cuidados tomados pela corte, Manson abriu uma capa do jornal Los Angeles Times cuja manchete anunciava "Manson culpado, declara Nixon", numa referência a uma declaração do então presidente dos Estados Unidos feita no dia anterior, denunciando uma suposta glamourização de Manson feita pela mídia americana. O juiz Older orientou os jurados a não se deixar influenciar pelo episódio. No dia seguinte, Atkins, Van Houten e Krenwinkel se levantaram no tribunal e disseram em uníssono que, diante da declaração do presidente, não havia mais motivo para continuar o julgamento.:323–238
Em 5 de outubro, Manson teve negada permissão para reinterrogar uma testemunha da acusação que os advogados de defesa tinham declinado de reexaminar. Furioso, ele saltou sobre a mesa reservada aos réus e tentou agredir o juiz.  Dominado por policiais, foi retirado do recinto junto com as três acusadas, que começaram a entoar cânticos em latim. A partir daquele dia, o juiz Olden passou a portar uma pistola por debaixo da toga.:369–377

### Defesa
Em 16 de novembro, a acusação terminou suas alegações. Em 19 de novembro, depois de discutirem um pedido de demissão, a defesa surpreendeu a todos por não chamar nenhuma testemunha a favor dos réus. As três mulheres gritaram seu descontentamento, exigindo o direito de serem ouvidas.:382–388 Nos bastidores, os advogados disseram ao juiz que as três queriam testemunhar assumindo toda a culpa de planejamento e execução dos assassinatos e que Manson não estava envolvido nos crimes. Os advogados estavam tentando impedir isso. O advogado de Leslie Van Houten, Ronald Hughes, um defensor público, declarou que não ia permitir que sua cliente "fosse atirada pela janela". Na visão do promotor, era Manson que estava induzindo as meninas para testemunhar desta maneira para salvá-lo.:382–388 O advogado de Manson, Irving Kanarek, argumentava que as mulheres tinham cometido os crimes por amor ao verdadeiro planejador dos crimes, o ali ausente Tex Watson.
Hughes desapareceria em 30 de novembro, depois de uma viagem para acampar numa remota região da Califórnia durante um recesso da corte. Sem sua presença, ele foi substituído na defesa de Van Houten por outro defensor público. As mulheres protestaram raivosamente exigindo que todos os advogados de defesa fossem substituídos, o que foi negado pelo juiz. No fim do recesso da corte, Hughes estava desaparecido há mais de quinze dias. Quando ela se reuniu novamente, Manson, Van Houten, Atkins e Krenwinkel criaram um grande tumulto na sala, acusando Older de "ter sumido" com Hughes, o que fez com que todos fossem novamente removidos da sala de audiências. A busca por Hughes continuou mesmo depois de sua substituição no caso. Em 29 de março de 1971, no mesmo dia do anúncio da pena dos acusados, o corpo do advogado foi encontrado em estado de decomposição, jogado entre duas pedras num lugar ermo do Condado de Ventura. Anos depois, o promotor Vincent Bugliosi, que escreveu o mais completo livro sobre o caso e durante a acusação chamava Manson de "guru mefistofélico", afirmou que Sandra Good - uma das seguidoras mais fiéis de Manson e amiga íntima de Lynette 'Squeaky' Fromme, outra integrante do bando que em 1975 tentou matar o presidente Gerald Ford - disse que, durante o julgamento, a 'Família' teria matado cerca de 35 a 40 pessoas e que Hughes foi o primeiro crime de retaliação deles.:625
No dia 20 de novembro, Manson depôs pela primeira vez. Como ele fez declarações implicando suas co-rés, o que violava decisão anterior do Suprema Corte da Califórnia, o júri foi retirado da sala. Falando por mais de uma hora, ele disse, entre outras coisas, que "a música está dizendo aos jovens para se levantarem contra o establishment", "Porque me culparem? Eu não escrevi a música", "Para ser honesto com vocês, eu não me lembro de dizer 'peguem uma faca e uma muda de roupa e vão fazer o que Tex disser'".:388–392

### Condenação
Em 25 de janeiro de 1971, o veredito de culpado foi dado aos quatro acusados, em cada uma das 27 acusações separadamente imputadas a cada um deles.:411–419 Durante a fase de interrogatórios, os jurados perceberam que a defesa de Manson havia sido planejada por eles. Atkins, Krenwinkel e Van Houten testemunharam que os assassinatos haviam sido concebidos como uma cópia do assassinato anterior de Hinman, que Atkins agora admitia. Os crimes Tate-LaBianca, disseram, tinham a intenção de retirar as suspeitas sobre Bobby Beausoleil, que estava preso por ele, por sua semelhança. Este plano deveria funcionar, e foi levado adiante por instruções de Manson, mas fracassou pela intervenção de alguém supostamente apaixonada por Beausoleil, Linda Kasabian. Entre os pontos fracos da narrativa, o maior deles foi a inabilidade de Atkins de explicar porque, como continuava afirmando, teria escrito "porco político" nas paredes da casa de Hinman em primeiro lugar.:424–433, 450–457
Durante a fase de estipulação da pena, Manson raspou a cabeça e deixou crescer a barba como um garfo. Ele disse à imprensa: "eu sou o Demônio, e o Demônio sempre tem a cabeça raspada".:439 No que a acusação considerou um reconhecimento tardio do entendimento da  dominação que Manson tinham sobre elas, as mulheres só rasparam a cabeça quando os jurados se retiraram para avaliar o pedido pela pena de morte feito pela promotoria.
O esforço para inocentar Manson, criando um cenário de cópia do assassinato Hinman para os assassinatos Tate-LaBianca, falhou. Em 29 de março, o júri retornou e aceitou o pedido de morte para os quatro acusados, em todas as acusações. No dia 19 de abril de 1971, o juiz Olden sentenciou os quatro à morte.:458–459
'Tex' Watson, o principal assassino, não participou desse julgamento. Preso no Texas, para onde tinha se mudado um mês antes de sua prisão, foi necessário um processo demorado de extradição daquele estado para trazê-lo a julgamento na Califórnia. Ele só começou a ser julgado em agosto de 1971, quando Manson e suas pupilas, já condenados, esperavam sua execução no corredor da morte. Seu julgamento durou de agosto a outubro e ao fim ele também foi considerado culpado de sete acusações de homicídio e uma de conspiração. Ao contrário dos outros, ele trouxe consigo a defesa de um psiquiatra, tentando provar insanidade. A promotoria rapidamente destruiu o artifício e Watson também foi condenado à morte ao final do processo.:463–468
Em fevereiro de 1972, porém, todos eles tiveram a pena comutada, quando o Suprema Corte da Califórnia aboliu a pena de morte no estado.:488–491 Em 2015, mais de 40 anos após seu crimes, Charles Manson, Patricia Krenwinkel, Tex Watson e Leslie Van Houlen continuam a cumprir suas penas em prisões na Califórnia, com seus pedidos de liberdade condicional sendo negados durante todos estes anos. Susan Atkins morreu presa em 2009, depois de ter uma perna amputada devido a um câncer no cérebro. Manson morreu de causas naturais em 19 de novembro de 2017.

## Situação atual

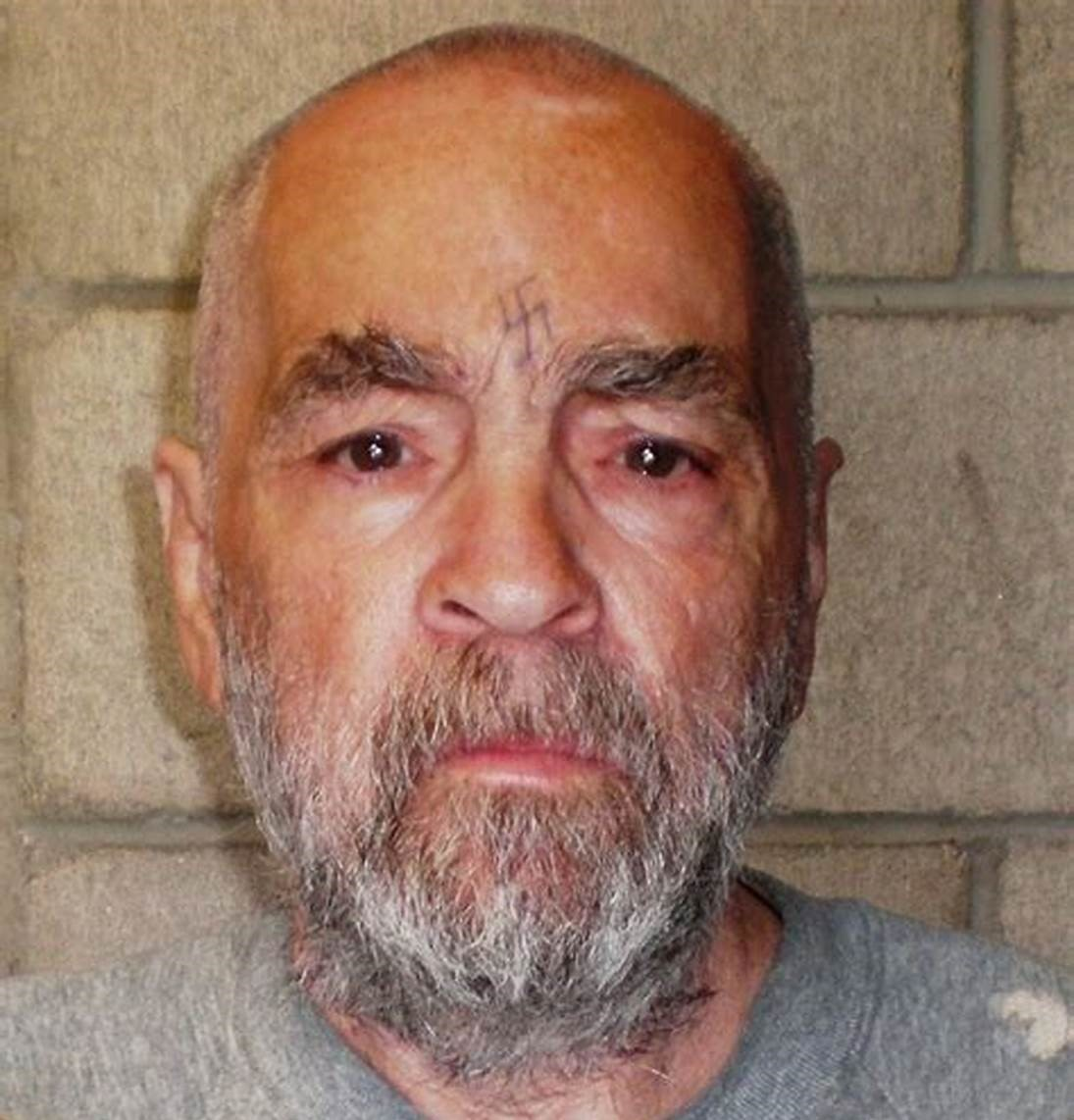
Charles Manson em 2009, aos 74 anos.

- Charles Manson - cumpriu pena de prisão perpétua na Corcoran State Prison, Califórnia. Em setembro de 1984, cumprindo pena em Vacaville, teve 20% de seu corpo queimado por solvente depois de uma briga com outro detento.[5]:497 Teve negado o pedido de liberdade condicional por 12 vezes consecutivas no decorrer dos anos, a última delas em 11 de abril de 2012, quando foi considerado ainda muito perigoso para ser libertado.[22] Só teria direito a novo pedido em 2027, quando, se ainda vivo, estivesse com 92 anos de idade.[23]

Em novembro de 2014, aos 80 anos, ele recebeu da Justiça da Califórnia permissão para se casar na prisão. A noiva, Afton Burton, de 26 anos, conhecida como "Star", o visitou por vários anos e mantém na Internet vários blogs defendendo sua inocência. Em 19 de novembro de 2017, Manson morreu de causas naturais em um hospital de Kern County, na Califórnia.
- Patricia Krenwinkel - cumpre pena de prisão perpétua no California Institute for Women, tem 67 anos de idade e teve o pedido de liberdade condicional negado 13 vezes, a última delas em janeiro de 2011. Os dois membros do conselho de liberdade condicional disseram após o último pedido, que Krenwinkel só poderá fazer novo pedido em 2018.[25] Hoje considerada prisioneira modelo no sistema correcional, formou-se em Serviços Humanos pela Universidade de La Verne e participa de atividades de ajuda humanitária dentro da prisão[26] como os Narcóticos Anônimos e os Alcoólicos Anônimos.[27]

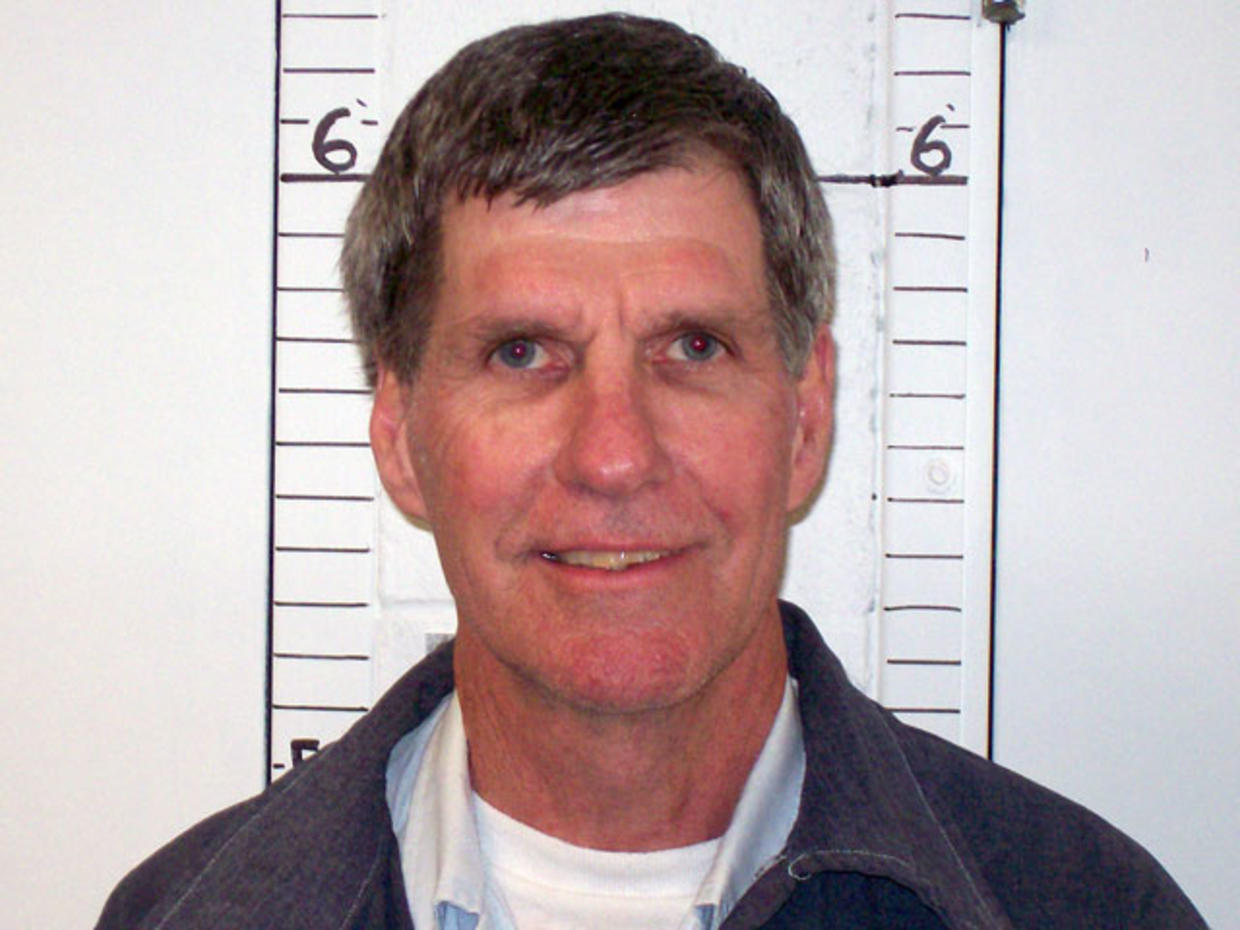
Tex Watson nos anos 2000.

- Charles "Tex" Watson - cumpre pena de prisão perpétua na Mule Creek State Prison, California, e tem 69 anos de idade. Publicou um livro autobiográfico em 1978, Will You Die For Me?  The Man Who Killed For Charles Manson (Você Morreria por Mim? O Homem que matou por Charles Manson)[28] Casou-se na prisão em 1979 e teve quatro filhos em visitas conjugais. Convertido ao cristianismo, teve negado o pedido de liberdade condicional por 13 vezes consecutivas.[26]
- Leslie Van Houten - cumpriu pena de prisão perpétua no California Institute for Women junto com Krenwinkel, tem 65 anos e teve o pedido de liberdade condicional negado por 20 vezes, o último deles em junho de 2013.[29] Por causa da falta de seu advogado nos julgamentos de 1970/71, ela foi novamente julgada em 1977 e 1978, sendo novamente considerada culpada. Considerada uma participante menor dos crimes Tate-LaBianca, sua liberdade condicional foi insistentemente defendida pelo diretor de filmes cult John Waters através dos anos.[30] Finalmente, após mais de 50 anos presa e com mais de 70 anos de idade, foi finalmente solta, em liberdade condicional pelo resto da vida, em julho de 2023.[31]
- Susan Atkins - primeira dos condenados a falecer, morreu em 25 de setembro de 2009, cumprindo a pena de prisão perpétua no "Central California Women's Facility". Casou-se na prisão em 1987 e teve o pedido de liberdade condicional negado por 17 vezes. Era a mais antiga presa do sistema penitenciário da Califórnia e, sofrendo de câncer terminal, tinha 85% do corpo paralisado.[26]
- Linda Kasabian - a única integrante da Família Manson no Caso Tate-LaBianca que não foi julgada, participou apenas do ataque à casa de Sharon Tate ficando de vigia do lado exterior sem participar dos assassinatos. Depôs no julgamento contra os companheiros em troca de imunidade e seu testemunho foi o principal responsável pela condenação de todos. Voltou depois do julgamento para New Hampshire onde tentou por anos desaparecer dos holofotes da mídia para criar o filho pequeno. Nos anos seguintes teve alguns problemas com a polícia e reapareceu em 2009 ao lado do promotor Vincent Bugliosi dando uma entrevista ao programa Larry King Live, na CNN, que marcava os 40 anos dos assassinatos, com sua imagem obscurecida para proteger sua aparência atual.[27][nota 1]